# László Szabados
Dans le nom hongrois Szabados László, le nom de famille précède le prénom, mais cet article utilise l’ordre habituel en français László Szabados, où le prénom précède le nom.
László Szabados, né le 11 avril 1911 à Subotica et mort le 28 avril 1992, est un nageur hongrois.

## Carrière
László Szabados participe aux Jeux olympiques d'été de 1932 à Los Angeles et remporte la médaille de bronze dans l'épreuve du 4 × 200 m nage libre avec András Székely, István Bárány et András Wanié.

## Palmarès

### Championnats d'Europe
- Championnats d'Europe 1931 à Paris ( France)
  -  Médaille d'or du relais 4 × 200 m nage libre.